# Joaquim Celestino de Abreu Soares
Joaquim Celestino de Abreu Soares (Vila de São Carlos, 22 de maio de 1822 — Campinas, 18 de fevereiro de 1888), primeiro e único barão de Paranapanema, foi proprietário rural e político brasileiro.
Filho do capitão Joaquim Soares de Carvalho e de dona Maria Felicíssima de Abreu, esta doadora do terreno onde hoje se ergue a Santa Casa de Misericórdia de Campinas. Era neto de Joaquim Pedro Celestino Soares, capitão da Marinha Real Portuguesa.
Foi benfeitor da construção da Catedral Metropolitana de Campinas, inaugurada em 1883, e considerado um dos quatro barões do café da terra dos barões, como era conhecida Campinas daquela época. Por várias vezes, foi eleito vereador à Câmara Municipal de Campinas.
Nomeado barão por decreto de 15 de setembro de 1887.
Casou três vezes:
- Em 1 de maio de 1841, com sua prima de 3º grau Joaquina Angélica de Oliveira, filha do capitão Joaquim Quirino dos Santos e de Manuela Joaquina de Oliveira, e irmã de Bento Quirino dos Santos. Tiveram quatro filhos. Joaquina faleceu em 28 de dezembro de 1850;
- Em 23 de dezembro de 1854, com Maria das Neves de Andrade, natural de Mogi-Mirim, filha de João Batista de Andrade e de Francisca Franco de Andrade Cunha. A cerimônia se realizou em casa do capitão Francisco Soares de Abreu, irmão de Joaquim, o qual era casado com uma irmã da noiva, Rita Carolina de Andrade, e que fora também anteriormente casado com uma irmã da finada Joaquina[2]. Maria e sua única filha faleceram por complicações de parto em 26 de abril de 1859;
- Em 8 de junho de 1861, com Maria Carolina de Toledo Soares, nascida em 3 de dezembro de 1844, filha do major Antônio Elias de Toledo Lima (irmão do Barão do Descalvado) e de Carolina Maria de Arruda. Tiveram sete filhos. Carolina sobreviveu ao esposo e faleceu em 22 de maio de 1931.

Uma de suas netas de 1ª núpcias, Colatina Soares de Azevedo, foi homenageada no nome do município de Colatina, Espírito Santo.